# Linea Kintetsu Tenri
La linea Kintetsu Tenri (近鉄天理線?, Kintetsu Tenri sen) è una linea ferroviaria regionale a gestione privata situata nella prefettura di Nara, in Giappone, che collega la città di Kōriyama e Tenri. La linea, interamente a doppio binario ed elettrificata a corrente continua, ha un interesse di tipo locale, ma alcuni treni sono dei diretti per Kyoto.

## Stazioni
Sia i treni espressi che i locali fermano a tutte le stazioni della Tenri.
| Stazione | Giapponese | Distanza | Collegamenti                          | Posizione      | Posizione          |
| -------- | ---------- | -------- | ------------------------------------- | -------------- | ------------------ |
| Hirahata | 平端駅     | 0.0      | Linea Kintetsu Kashihara              | Yamatokōriyama | Prefettura di Nara |
| Nikaido  | 二階堂     | 1.3      |                                       | Tenri          | Prefettura di Nara |
| Senzai   | 前栽       | 3.2      |                                       | Tenri          | Prefettura di Nara |
| Tenri    | 天理       | 4.5      | Linea Sakurai (Linea Man-yō Mahoroba) | Tenri          | Prefettura di Nara |